# Jak se budí princezny
Jak se budí princezny je česká filmová pohádka režiséra Václava Vorlíčka z roku 1977, která měla premiéru 1. března 1978. Scénář napsala Bohumila Zelenková na motivy pohádky O Šípkové Růžence respektive Šípková Růženka. Exteriéry se natáčely na hradě Křivoklát, v Telči, na hradech Pernštejn a Roštejn i na zřícenině hradu Orlík u Humpolce.

## Děj
Melánie (Libuše Švormová), sestra královny Růžového království, se nemůže smířit s tím, že si král Dalimil I. (Jiří Sovák) za manželku vybral její mladší sestru Elišku (Milena Dvorská), a ne ji. Proto při narození princezny Růženky (Marie Horáková) vysloví kletbu, podle které se princezna v sedmnácti letech píchne do prstu, upadne do věčného spánku a spolu s ní i celé království (s výjimkou Melánie). Královští rodiče se snaží tragédii zabránit sňatkem princezny s princem Jiřím (Jan Kraus), následníkem trůnu v Půlnočním království. Princ je však samolibý ješita, kterého jeho rodina již po léta utvrzuje o jeho výjimečných schopnostech. V mládí byl často churav a sláb, jeho rodiče se starali, aby nebyl handicapován a netrpěl tudíž nedostatkem sebevědomí, nežádoucí vlastností pro panovníky. Mladší bratr Jaroslav (Jan Hrušínský) je nucen ve všech zápoleních nechat Jiřího vyhrávat a když si chce Jiří dokazovat svoji mužnost zápasem s medvědem, vydává se za šelmu Jaroslavův sluha Matěj (Vladimír Menšík) zašitý v medvědí kůži. Jiří u Růženky nevzbudí žádné city, ta se naopak zamiluje do mladšího Jaroslava. Při závodu na koních mezi princi Růženka stanoví jako odměnu pro vítěze polibek. Jiří jede jako první. Růženka nechápe, proč ho nechávají vždy vyhrát a Jaroslav se jí snaží vysvětlit, že pro budoucího krále se přece nehodí, aby prohrál. Princezna mu řekne, že chce aby vyhrál on. Jaroslava to povzbudí a je odhodlán bratra porazit. Ten nechce věřit, že by jeho bratr jel rychleji než on. Děti sledující závod hlasitě povzbuzují Jaroslava, ale těsně před koncem trasy se pod jedním z chlapců utrhne větev. Princ ho zachrání tím, že s koněm sjede na stranu do rybníka. Tím prohraje závod a Jiří vítězně políbí Růženku. Večer Jiří namluví bratrovi, že si princezna nepřeje, aby se účastnil zásnub. Jaroslav odjíždí ještě ten večer. Další den se mají konat zásnuby, ale Růženka i přes hrozbu kletby Jiřího odmítne. Růženčinu volbu Jiří i jeho královští rodiče považují za urážku a z námluv sejde.
V Růžovém království se veškerý lid na příkaz vladaře snaží odstranit vše, o co by se Růženka mohla píchnout. Otupují se ostří zbraní, spalují bodláky, sbírají ježci, zabrušují rohy zvířat, odvážejí včelí úly, apod.
Zlá Melánie však princeznu vláká do věže, kde se Růženka píchne o osten růže a usne. Spolu s princeznou usnou všichni poddaní v království s výjimkou včelaře Jakuba, který odvezl za hranice království své včely. Zámek zaroste růžovými keři. Melánie vezme Elišce královskou korunu a chtivě si ji nasadí: „A teď jsem tu královnou já, sestřičko!“
Po svém návratu Jakub zjistí, že všichni v zemi spí a proto odcestuje do Půlnočního království, kde se s pomocí sluhy Matěje snaží dostat k princi Jaroslavovi, aby jej požádal o pomoc. Je však zadržen a vyslechnut před celou královskou rodinou. Král Vendelín Jaroslavovi, který chce Růženku ze zakletí vysvobodit, udělí domácí vězení. Princ však za přispění svého sluhy Matěje uprchne a spolu odjedou do Růžového království. Jelikož ale převozník spí na druhé straně v Růžovém království, musí jezero přeplavat. Jaroslav to ale neumí a tak ho Matěj učí. Princ, díky lásce k Růžence, překoná strach a skutečně se naučí plavat. Jaroslav během pátrání překonává obtíže a nástrahy Melánie, musí si proklestit cestu trním, nalézt vchod do hradu, po zatopení sklepení vykopat vlastnoručně odvodňovací strouhu. Podaří se mu spící princeznu nalézt a polibkem probudit z dlouhého spánku. Spolu s Růženkou se probere celé království, zlá Melánie se při útěku utopí v řece, která tvoří přírodní státní hranici mezi Růžovým a Půlnočním královstvím.

## Obsazení
| Jiří Sovák           | král Dalimil I.                                                      |
| Milena Dvorská       | královna Eliška                                                      |
| Marie Horáková       | princezna Růženka, dcera Dalimila a Elišky (mluví Naďa Konvalinková) |
| Vladimír Menšík      | sluha Matěj                                                          |
| František Filipovský | baron, první ministr                                                 |
| Jan Hrušínský        | princ Jaroslav                                                       |
| Jan Kraus            | princ Jiří                                                           |
| Stella Zázvorková    | královna Anežka, matka Jiřího a Jaroslava                            |
| Oldřich Velen        | král Vendelín (mluví Lubor Tokoš)                                    |
| Libuše Švormová      | Melánie, Eliščina sestra                                             |
| Václav Postránecký   | zahradník Jakub                                                      |
| Marie Brožová        | stará služka u Melánie                                               |
| Vlastimil Hašek      | sluha prince Jiřího                                                  |
| Evelyna Steimarová   | Miroslava, komorná Růženky                                           |
| Miloš Vavruška       | hajný Tomáš                                                          |
| Jiří Lír             | písař                                                                |

Dále hrají: Miroslava Špánková (Bětka, Jakubova žena), Jana Bittlová, Marie Crhová, Dana Kubálková a Helena Mojžíšová (dvorní dámy), Vladimír Pospíšil (velitel granátníků), Oskar Hák (vousatý granátník), Zdeněk Dryšl, Jan Houdek, Václav Hrůza a Miloš Stránský (dvořané), Alois Klejzar a Jan Valihrach (dvořané na stráži), Ladislav Sýkora (velitel stráže Půlnočního království), Vlastimil Slezák a František Švihlík (strážní Půlnočního království), Jan Kuželka a Jiří Růžička (kuchaři), Pavla Maršálková (selka na trhu), Lubomíra Willigová (porodní bába/selka), Blanka Křížová (švadlena), Stanislav Benda a Jiří Kraus (strážní), Jaromír Crha (kočí), František Miroslav Doubrava (plačící voják), Karel Fiala (spící strážný), Bohumil Koška (hofmistr), Josef Kubín (spící číšník), Vladimír Navrátil (maršálek), Přemysl Přichystal (pomocník zahradníka), Bohuslav Pucherna (Kubík, zahradníkův syn), Taťána Schottnerová (komorná), Josef Střecha (strážce pokladu), Miloslav Šindler (sloužící), Vlastimila Vlková (babka s nůší), Vladimír Volf (švec), Jindřich Sejk (dubl za Vladimíra Menšíka), Josef Hrabálek (dubl za Jana Hrušínského)

## Natáčení
V pohádce se objeví celkem pět hradů a zámků: Exteriéry Pernštejna představují princeznin zámek, bližší pohledy na hradby však již pochází z Křivoklátu a Telče. Interiéry hradu Roštejn představují hrad rodičů prince Jaroslava. Objeví se zde i zřícenina hradu Orlík nad Humpolcem jakožto hrad závistivé tety Melánie. Souboj s medvědem se natáčel na Konopišti.

## Zajímavosti
V postsynchronech nadaboval roli krále Vendelína Lubor Tokoš, protože režisér Václav Vorlíček se domníval, že brněnský akcent Oldřicha Velena je velmi výrazný.

## Návštěvnost
- Od své premiéry v březnu 1978 až do 31. prosince 1987 vidělo film v českých kinech v rámci 8 553 představení celkem 1 067 811 diváků.[3]
- Od své premiéry v březnu 1978 až do 30. června 1995, kdy byl vyřazen z distribuce, vidělo film v českých kinech v rámci 9 516 představení celkem 1 131 350 diváků.[4]